# Anilocra partiti
Anilocra partiti es una especie de crustáceo isópodo marino del género Anilocra, familia Cymothoidae.
Fue descrita científicamente por Bunkley-Williams & Williams en 1981.

## Distribución
Esta especie se encuentra en Jamaica.